# Chi no Wadachi
Chi no Wadachi (яп. 血の轍, англ. Blood of the Tracks, укр. Дорога Крові, укр. Кривавий слід) — манґа, написана та ілюстрована Ошімі Шюдзо. Вперше видавалася в журналі Big Comic Superior, видавництва Shogakukan у 2017 році. Станом на липень 2021 року публікація продовжується.

## Сюжет
Головними героями твору є мати (Осабе Сейко) і син (Осабе Сеіічі). Мати проявляє нездорову турботу до сина, старається не випускати його з поля зору, контролює кожен аспект його життя, чим викликає сміх у всіх родичів. Її син, Сеіічі, не бачить у цьому нічого дивного чи поганого. Але після того, як під час сімейної відпустки вона стає частиною нещасного випадку, в результаті якого постраждав двоюрідний брат Сеіічі, він починає сумніватися у психічному здоров'ї своєї матері.

## Список томів
| - 001 «Дорога Крові» (血の轍, Chi no Wadachi) - 002 «Гості» (来訪者, Raihōsha) - 003 «Перший день літа» (夏の入り口, Natsu no Irikuchi) - 004 «Ідеальна погода» (行楽日和, Kōrakubiyori) - 005 «Прекрасне місце» (きれいな場所, Kirei na Basho) - 006 «Посмішка» (微笑, Bishō) - 007 «Прояв» (顕現, Kengen) |

| - 008 «Материнська спина» (母の背中, Haha no Senaka) - 009 «Погляд» (眼差し, Manazashi) - 010 «Внутнішньочерепний тиск» (脳圧, Nōatsu) - 011 «Нестерпна ноша» (十字架, Jūjika) - 012 «Інший гість» (来訪者２, Raihōsha Tsū) - 013 «Зустріч у тіні» (日陰の密会, Hikage no Mikkai) - 014 «Рада знайомству» (はじめましてえ, Hajimemashitē) - 015 «Порятунок» (救済, Kyūsai) |

| - 016 «Перемикання» (乗り換え, Norikae) - 017 «Таємне побачення» (逢い引き, Aibiki) - 018 «Довгий день» (長い一日, Nagai Ichinichi) - 019 «Відповідь» (返事, Henji) - 020 «Мембрана» (皮膜, Himaku) - 021 «Віч-на-віч» (対面, Taimen) - 022 «Молода ніч» (夜の始まり, Yoru no Hajimari) - 023 «Пальці» (指, Yubi) - 024 «Обличчя» (顔, Kao) |

| - 025 «Ліміт» (臨界, Rinkai) - 026 «Лавка» (ベンチ, Benchi) - 027 «Двері» (とびら, Tobira) - 028 «Крок» (一歩, Ippo) - 029 «Весна після уроків» (放課後の青春, Hōkago no Seishun) - 030 «Монолог» (独白, Dokuhaku) - 031 «Аромат» (芳香, Hōkō) - 032 «Голоси в траві» (草叢の声, Kusamura no Koe) - 033 «Ти мені непотрібна» (いらない, Iranai) |

| - 034 «Покинуті» (捨てる, Suteru) - 035 «Її кімната» (彼女の部屋, Kanojo no Heya) - 036 «Контракт» (契約, Keiyaku) - 037 «Пробудження» (目覚め, Mezame) - 038 «Дощ» (雨, Ame) - 039 «Промоклі голоси» (濡れる声, Nureru Koe) - 040 «Гріх» (罪悪, Zaiaku) - 041 «Внутрішні очі» (内なる目, Uchinaru Me) |

| - 042 «Між двох берегів» (両岸, Ryōgan) - 043 «Хомінг» (帰巣, Kisō) - 044 «Давай поговоримо» (お話をしよう, Ohanashi o Shiyō) - 045 «Правда» (本当のこと, Hontō no Koto) - 046 «Викриття» (発覚, Hakkaku) - 047 «Коли це було?» (いつ出た？, Itsu Deta?) - 048 «Клятва на крові» (血の誓約, Chi no Seiyaku) - 049 «Новина» (報せ, Shirase) - 050 «Возз'єднання» (再会, Saikai) |

| - 051 «Кровний зв'язок» (親族, Shinzoku) - 052 «Удон» (うどん, Udon) - 053 «Обіцянка І» (やくそくI, Yakusoku I) - 054 «Обіцянка ІІ» (やくそくII, Yakusoku II) - 055 «Мамине серцебиття» (ママの鼓動, Mama no Kodō) - 056 «Після того» (その後, Sonogo) - 057 «Візит» (訪問, Hōmon) - 058 «Сейко-сан» (静子さん, Seiko-san) - 059 «Ядро» (核心, Kakushin) |

| - 060 «Мій Сеіічі» (私の静一, Watashi no Seiichi) - 061 «Рідкий» (半熟, Hanjuku) - 062 «Маніфестація» (発現, Hatsugen) - 063 «Пояснення» (釈明, Shakumei) - 064 «Височина» (高台, Takadai) - 065 «Юіко» (由衣子, Yuiko) - 066 «Поїздка» (ドライブ, Doraibu) - 067 «Вбивці» (ひとごろし, Hitogoroshi) - 068 «Руйнування» (決壊, Kekkai) |

| - 069 «Бійка» (修羅場, Shuraba) - 070 «Прощавання» (別れ, Wakare) - 071 «Небо» (空, Sora) - 072 «Бажання» (欲求, Yokkyū) - 073 «Свідчення 1» (聴取１, Chōshu Wan) - 074 «Свідчення 2» (聴取２, Chōshu Tsū) - 075 «Я сам собі хазяїн» (僕は僕のもの, Boku wa Boku no Mono) - 076 «Повторний візит» (再訪, Saihō) - 077 «Сей-чян» (せいちゃん, Sei-chan) - 078 «Дорога крові» (血の轍, Chi no Wadachi) |

| - 079 «Самоусвідомлення» (自覚, Jikaku) - 080 «Разом» (一緒, Issho) - 081 «Ахаха» (あはは, Ahaha) - 082 «Повернення до життя» (生き返る, Ikikaeru) - 083 «Вихід» (出口, Deguchi) - 084 «Крик» (呼び声, Yobikoe) - 085 «Гора» (山, Yama) - 086 «Хто я?» (僕は誰？, Boku wa Dare?) - 087 «Йде» (来る, Kuru) - 088 «Що я?» (なんなん？, Nannan?) |

| - 089 «Усе» (ぜぇんぶ, Zēnbu) - 090 «Маминими очима» (ママから見る, Mama kara Miru) - 091 «Це все моя вина…» (ぜんぶ僕, Zenbu Boku) - 092 «Дякую» (ありがとう, Arigatō) - 093 «Пробудження» (悪夢, Akumu) - 094 «Це обличчя» (あの顔, Ano Kao) - 095 «Засніжене місце злочину» (雪の現場, Yuki no Genba) - 096 «Підтвердження» (確認, Kakunin) - 097 «Лінія видимості» (視線, Shisen) - 098 «Сумнів» (疑問, Gimon) |

| - 099 «Відвідувачі» (面会, Menkai) - 100 «Мама» (ママ, Mama) - 101 «Який у цьому сенс?» (なんなん, Nannan) - 102 «Гарні новини» (いい知らせ, Ii Shirase) - 103 «Марне очікування» (待ちぼうけ, Machibou ke) - 104 «Суд» (審判, Shinpan) - 105 «Марна» (ムダ, Muda) - 106 «Оголошення» (宣言, Sengen) - 107 «Ненависть» (怨讐, Onshuu) - 108 «Вирок» (処分, Shobun) |

| - 109 «Точка неповернення» (不帰, Fuki) - 110 «Робота» (労働, Roudou) - 111 «День, коли прийшов батько» (父の来る日, Chichi no kuru hi) - 112 «Обличчя» (面影, Omokage) - 113 «Спогади» - 114 «Рука» - 115 «Останки» - 116 «Токіо» - 117 «Повернення додому» - 118 «Схожість» - 119 «Нарешті» |

| - 120 «Дзвінок» - 121 «Поліція» - 122 «Зустріч» - 123 «Тамія Сейко» - 124 «Додому» - 125 «Чай» |